# Avril Doyle
Avril Doyle (n. 18 aprilie 1949, Baile Átha Cliath, Irlanda) este un om politic irlandez, membru al Parlamentului European în perioada 1999-2004 din partea Irlandei.
1. 1 2 3 4 5   https://www.oireachtas.ie/en/members/member/Avril-Doyle.D.1982-12-14 Lipsește sau este vid: |title= (ajutor)